# Зал славы немецкого спорта

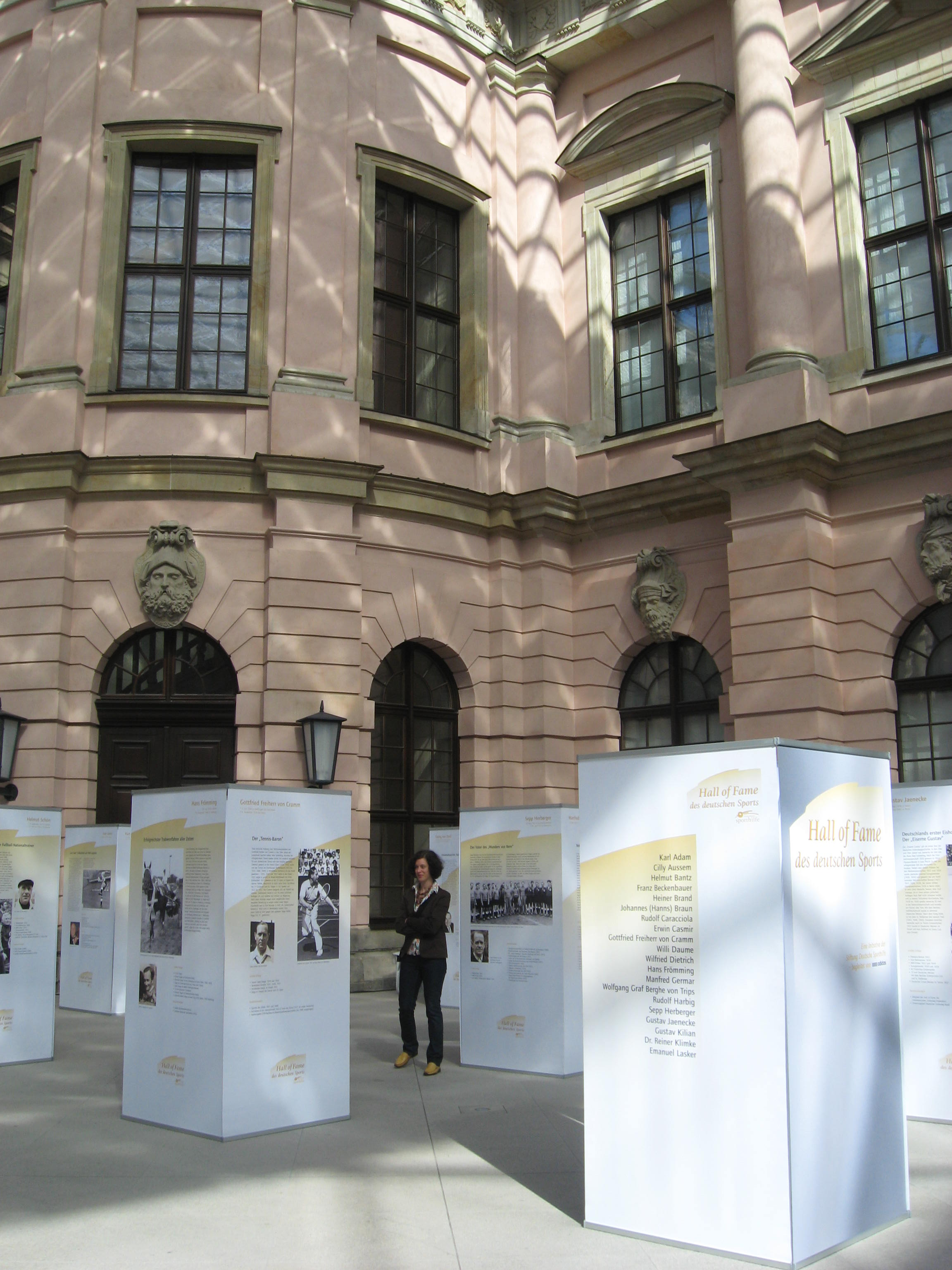
Презентация Зала славы немецкого спорта в Немецком историческом музее в Берлине, 6 мая 2008 года

Зал славы немецкого спорта (нем. Hall of Fame des deutschen Sports) образован в 2006 году Немецким фондом спортивной помощи. Его цель — увековечение людей, которые вошли в историю благодаря успехам в соревнованиях или приверженности спорту и обществу, а также сохранить более чем 100-летнюю историю немецкого спорта и стимулировать его обсуждение.
Первыми членами Зала славы немецкого спорта стали восемь лауреатов премии «Золотая спортивная пирамида», удостоенные её в 2000—2006 годах: Ханс Гюнтер Винклер, Уве Зеелер, Рози Миттермайер-Нойройтер, Манфред Гермар, Роланд Маттес, Ингрид Миклер-Беккер, Макс Шмелинг и Франц Беккенбауэр, а также два руководителя Немецкого фонда спортивной помощи — Йозеф Неккерман и Вилли Дауме. Членов Зала определяют при участии спортивных чиновников и журналистов, учитывая не только спортивные заслуги, но и общественную позицию: противостояние нацистскому режиму (Вернер Зеленбиндер, Альберт Рихтер, Гретель Бергман-Ламберт) или несогласие с использованием допинга (Антье Харви, Хеннер Мизерски).
В 2008 году Зал славы немецкого спорта был презентован в Немецком историческом музее в Берлине, однако он не имеет постоянной экспозиции: проводятся только церемонии награждения.
К июню 2020 года в Зал введены 118 человек: 109 спортсменов и тренеров, 8 функционеров и организаторов, 1 журналист. В 2014 году из его состава выведен Ули Хёнесс, после решения суда о его вине в уклонении от налогов сдавший приз «Золотая спортивная пирамида».

## Члены Зала славы немецкого спорта
| Год  | Фото | Член Зала славы            | Годы жизни | Вид спорта                                    | Достижение |
| ---- | ---- | -------------------------- | ---------- | --------------------------------------------- | --- |
| 2006 |      | Франц Беккенбауэр          | 1945—2024  | футбол                                        | Чемпион мира как игрок и тренер, чемпион Европы. |
| 2006 |      | Вилли Дауме                | 1913—1996  | —                                             | Вице-президент и член МОК, президент Национального олимпийского комитета ФРГ.                                                                                              |
| 2006 |      | Манфред Гермар             | род. 1935  | лёгкая атлетика                               | Бронзовый призёр летних Олимпийских игр, 3-кратный чемпион Европы. |
| 2006 |      | Роланд Маттес              | 1950—2019  | плавание                                      | 4-кратный чемпион и 4-кратный призёр летних Олимпийских игр, 3-кратный чемпион мира, 5-кратный чемпион Европы.                                                             |
| 2006 |      | Ингрид Миклер-Беккер       | род. 1942  | лёгкая атлетика                               | 2-кратная олимпийская чемпионка, 2-кратная чемпионка Европы. |
| 2006 |      | Рози Миттермайер-Нойройтер | род. 1950  | горнолыжный спорт                             | 2-кратная чемпионка и серебряный призёр зимних Олимпийских игр, чемпионка мира.                                                                                            |
| 2006 |      | Йозеф Неккерман            | 1912—1992  | конный спорт                                  | 2-кратный чемпион и 4-кратный призёр летних Олимпийских игр, 2-кратный чемпион мира, 4-кратный чемпион Европы.                                                             |
| 2006 |      | Макс Шмелинг               | 1905—2005  | бокс                                          | 2-кратный чемпион мира, 2-кратный чемпион Европы. |
| 2006 |      | Уве Зеелер                 | род. 1936  | футбол                                        | Серебряный и бронзовый призёр чемпионата мира. |
| 2006 |      | Ханс Гюнтер Винклер        | 1926—2018  | конный спорт                                  | 5-кратный олимпийский чемпион, 2-кратный чемпион мира, чемпион Европы. |
| 2007 |      | Хайнер Бранд               | род. 1952  | гандбол                                       | Чемпион мира как игрок и тренер, серебряный призёр летних Олимпийских игр как тренер, чемпион Европы.                                                                      |
| 2008 |      | Карл Адам                  | 1912—1976  | академическая гребля                          | Его воспитанники завоевали 29 медалей летних Олимпийских игр, чемпионатов мира и Европы.                                                                                   |
| 2008 |      | Цилли Ауссем               | 1909—1963  | теннис                                        | Первая немка — чемпионка Уимблдонского турнира, 2-кратная победительница «Ролан Гаррос».                                                                                   |
| 2008 |      | Хельмут Банц               | 1921—2004  | спортивная гимнастика                         | Олимпийский чемпион, чемпион Европы. |
| 2008 |      | Бертольд Бейц              | 1913—2013  | —                                             | Вице-президент и член МОК. |
| 2008 |      | Вольфганг фон Трипс        | 1928—1961  | автоспорт                                     | Серебряный призёр чемпионата «Формулы-1», чемпион Европы. |
| 2008 |      | Ханс Браун                 | 1886—1918  | лёгкая атлетика                               | Трёхкратный призёр летних Олимпийских игр. |
| 2008 |      | Рудольф Караччола          | 1901—1959  | автоспорт                                     | 5-кратный чемпион Европы. |
| 2008 |      | Эрвин Касмир               | 1895—1982  | фехтование                                    | 3-кратный призёр летних Олимпийских игр, 49-кратный чемпион Германии. |
| 2008 |      | Готтфрид фон Крамм         | 1909—1976  | теннис                                        | 4-кратный победитель турниров «Большого шлема». |
| 2008 |      | Вильфрид Дитрих            | 1933—1992  | вольная борьба классическая борьба            | Чемпион и 4-кратный призёр летних Олимпийских игр, чемпион мира, чемпион Европы.                                                                                           |
| 2008 |      | Биргит Фишер               | род. 1962  | гребля на байдарках и каноэ                   | 8-кратная олимпийская чемпионка, 27-кратная чемпионка мира. |
| 2008 |      | Ханс Фрёмминг              | 1910—1996  | конный спорт                                  | 5592 победы в конных забегах, 11-кратный победитель немецкого дерби. |
| 2008 |      | Штеффи Граф                | род. 1969  | теннис                                        | Олимпийская чемпионка, обладательница «Большого шлема», 22-кратная победительница турниров «Большого шлема».                                                               |
| 2008 |      | Рудольф Харбиг             | 1913—1944  | лёгкая атлетика                               | Бронзовый призёр летних Олимпийских игр, чемпион Европы, одновременный рекордсмен мира в беге на 400, 800 и 1000 метров.                                                   |
| 2008 |      | Зепп Хербергер             | 1897—1977  | футбол                                        | Привёл сборную ФРГ к победе на чемпионате мира. |
| 2008 |      | Густав Йенеке              | 1908—1985  | хоккей с шайбой                               | Бронзовый призёр зимних Олимпийских игр, 2-кратный чемпион Европы. |
| 2008 |      | Густав Килиан              | 1907—2000  | велоспорт                                     | 34 победы в шестидневных гонках, его воспитанники завоевали 16 золотых, 13 серебряных и 7 бронзовых медалей на летних Олимпийских играх и чемпионатах мира.                |
| 2008 |      | Райнер Климке              | 1936—1999  | конный спорт                                  | 6-кратный олимпийский чемпион, 6-кратный чемпион мира, 11-кратный чемпион Европы.                                                                                          |
| 2008 |      | Эмануил Ласкер             | 1868—1941  | шахматы                                       | Второй чемпион мира. |
| 2008 |      | Эрих Радемахер             | 1901—1979  | водное поло плавание                          | Чемпион и 2-кратный серебряный призёр летних Олимпийских игр, 2-кратный чемпион Европы.                                                                                    |
| 2008 |      | Альберт Рихтер             | 1912—1940  | велоспорт                                     | Чемпион мира. Известен антинацистскими убеждениями, отказывался носить форму со свастикой. Предположительно убит гестапо.                                                  |
| 2008 |      | Густав Шефер               | 1906—1991  | академическая гребля                          | Олимпийский чемпион, чемпион Европы. |
| 2008 |      | Хельмут Шён                | 1915—1996  | футбол                                        | Привёл сборную ФРГ к победам на чемпионате мира и чемпионате Европы. |
| 2008 |      | Карл Шуман                 | 1869—1946  | спортивная гимнастика борьба тяжёлая атлетика | 4-кратный чемпион и бронзовый призёр летних Олимпийских игр. Первый немец — олимпийский чемпион.                                                                           |
| 2008 |      | Альфред Шварцман           | 1912—2000  | спортивная гимнастика                         | 4-кратный чемпион и 2-кратный бронзовый призёр летних Олимпийских игр. |
| 2008 |      | Вернер Зеленбиндер         | 1904—1944  | классическая борьба                           | 2-кратный бронзовый призёр чемпионата Европы. Коммунист, участник антифашистского Сопротивления. Казнён нацистами.                                                         |
| 2008 |      | Курт Штёпель               | 1908—1997  | велоспорт                                     | Серебряный призёр «Тур де Франс», первый немец — победитель этапа этой гонки.                                                                                              |
| 2008 |      | Хайнер Штульфаут           | 1896—1966  | футбол                                        | 5-кратный чемпион Германии, главная звезда немецкого футбола после Первой мировой войны.                                                                                   |
| 2008 |      | Фриц Тидеман               | 1918—2000  | конный спорт                                  | 2-кратный чемпион и 2-кратный бронзовый призёр летних Олимпийских игр, чемпион Европы.                                                                                     |
| 2008 |      | Георг фон Опель            | 1912—1971  | —                                             | Член МОК, член Национального олимпийского комитета ФРГ, соучредитель и первый президент Немецкого олимпийского общества.                                                   |
| 2008 |      | Фриц Вальтер               | 1920—2002  | футбол                                        | Чемпион мира. |
| 2008 |      | Вилли Вейер                | 1917—1987  | —                                             | Президент Немецкой спортивной ассоциации. |
| 2009 |      | Ули Хёнесс                 | род. 1952  | футбол                                        | Чемпион мира, чемпион Европы. Исключён из Зала в 2014 году. |
| 2010 |      | Катарина Витт              | род. 1965  | фигурное катание                              | 2-кратная олимпийская чемпионка, 4-кратная чемпионка мира, 6-кратная чемпионка Европы.                                                                                     |
| 2011 |      | Ханс-Юрген Боймлер         | род. 1942  | фигурное катание                              | 2-кратный серебряный призёр зимних Олимпийских игр, 2-кратный чемпион мира, шестикратный чемпион Европы.                                                                   |
| 2011 |      | Карин Бюттнер-Янц          | род. 1952  | спортивная гимнастика                         | 2-кратная олимпийская чемпионка, чемпионка мира, 4-кратная чемпионка Европы.                                                                                               |
| 2011 |      | Хуго Будингер              | 1927—2017  | хоккей на траве                               | Бронзовый призёр летних Олимпийских игр. |
| 2011 |      | Хайде Экер-Розендаль       | род. 1947  | лёгкая атлетика                               | 2-кратная чемпионка и серебряный призёр летних Олимпийских игр, 2-кратная чемпионка мира.                                                                                  |
| 2011 |      | Хайнц Фюттерер             | 1931—2019  | лёгкая атлетика                               | Бронзовый призёр летних Олимпийских игр, 3-кратный чемпион Европы. |
| 2011 |      | Армин Хари                 | род. 1937  | лёгкая атлетика                               | 2-кратный олимпийский чемпион, 2-кратный чемпион Европы. |
| 2011 |      | Вилли Хольдорф             | 1940—2020  | лёгкая атлетика                               | Олимпийский чемпион. |
| 2011 |      | Эрхард Келлер              | род. 1944  | конькобежный спорт                            | 2-кратный олимпийский чемпион, чемпион мира, чемпион Европы. |
| 2011 |      | Бернхард Кемпа             | 1920—2017  | гандбол                                       | 2-кратный чемпион мира. |
| 2011 |      | Марика Килиус              | род. 1943  | фигурное катание                              | 2-кратный серебряный призёр зимних Олимпийских игр, 2-кратная чемпионка мира, 6-кратная чемпионка Европы.                                                                  |
| 2011 |      | Ингрид Кремер-Гульбин      | род. 1943  | прыжки в воду                                 | 3-кратная чемпионка и серебряный призёр летних Олимпийских игр, 2-кратная чемпионка Европы.                                                                                |
| 2011 |      | Вилли Кухвайде             | род. 1943  | парусный спорт                                | Чемпион и бронзовый призёр летних Олимпийских игр. |
| 2011 |      | Мартин Лауэр               | 1937—2019  | лёгкая атлетика                               | Олимпийский чемпион, чемпион Европы. |
| 2011 |      | Ульрике Нассе-Мейфарт      | род. 1956  | лёгкая атлетика                               | 2-кратная олимпийская чемпионка, 3-кратная чемпионка Европы. |
| 2011 |      | Хельмут Рекнагель          | род. 1937  | прыжки с трамплина                            | Олимпийский чемпион, 2-кратный чемпион мира. |
| 2011 |      | Эберхард Шёлер             | род. 1940  | настольный теннис                             | 4-кратный призёр чемпионата мира, 2-кратный призёр чемпионата Европы. |
| 2011 |      | Ренате Штехер              | род. 1950  | лёгкая атлетика                               | 3-кратная чемпионка и 3-кратный призёр летних Олимпийских игр. |
| 2011 |      | Георг Тома                 | род. 1937  | лыжное двоеборье                              | Чемпион и бронзовый призёр зимних Олимпийских игр, чемпион мира. |
| 2011 |      | Берт Траутман              | 1923—2013  | футбол                                        | Провёл более 600 матчей за английский «Манчестер Сити». |
| 2011 |      | Лизель Вестерман-Криг      | род. 1944  | лёгкая атлетика                               | Серебряный призёр летних Олимпийских игр, 2-кратный серебряный призёр чемпионата Европы.                                                                                   |
| 2011 |      | Клаус Вольферман           | род. 1946  | лёгкая атлетика                               | Олимпийский чемпион. |
| 2012 |      | Гретель Бергман-Ламберт    | 1914—2017  | лёгкая атлетика                               | Рекордсменка Германии по прыжкам в высоту. Включена в категории «Особенная биография в эпоху национал-социализма».                                                         |
| 2012 |      | Антье Харви                | род. 1967  | лыжные гонки биатлон                          | Чемпионка и 3-кратный бронзовый призёр зимних Олимпийских игр, чемпионка мира. Включена в категории «Особенная биография в борьбе с допингом».                             |
| 2012 |      | Ханс Ленк                  | род. 1935  | академическая гребля                          | Олимпийский чемпион, 2-кратный чемпион Европы. Включён в категории «Особенная биография действия ради спортивных ценностей».                                               |
| 2012 |      | Вольфганг Лёч              | род. 1952  | велоспорт                                     | Один из ведущих велосипедистов ГДР. Не допускался на Олимпийские игры из-за политических преследований.                                                                    |
| 2012 |      | Хенри Маске                | род. 1964  | бокс                                          | Олимпийский чемпион, чемпион мира среди любителей и профессионалов, 3-кратный чемпион Европы среди любителей.                                                              |
| 2012 |      | Хеннер Мизерски            | род. 1940  | лыжные гонки                                  | Тренер сборной ГДР и отец лыжницы Антье Харви, отказавшийся давать допинг подопечным. Включён в категории «Особенная биография в борьбе с допингом».                       |
| 2013 |      | Вилли Богнер               | род. 1942  | горнолыжный спорт                             | Участник двух зимних Олимпийских игр. |
| 2013 |      | Йоахим Декарм              | род. 1954  | гандбол                                       | Чемпион мира. |
| 2013 |      | Фридрих Людвиг Ян          | 1778—1852  | —                                             | Основатель гимнастического движения в Германии. |
| 2013 |      | Харри Валерьен             | 1923—2012  | —                                             | Спортивный журналист, борец с допингом. |
| 2014 |      | Виллибальд Гебхардт        | 1861—1921  | —                                             | Основатель олимпийского движения в Германии. |
| 2014 |      | Людвиг Гуттман             | 1899—1980  | —                                             | Основатель Паралимпийских игр. |
| 2014 |      | Зепп Майер                 | род. 1944  | футбол                                        | Чемпион мира, чемпион Европы. |
| 2014 |      | Герд Мюллер                | род. 1945  | футбол                                        | Чемпион мира, чемпион Европы. |
| 2014 |      | Йохен Шюман                | род. 1954  | парусный спорт                                | 3-кратный чемпион и серебряный призёр летних Олимпийских игр, 4-кратный чемпион мира, 11-кратный чемпион Европы.                                                           |
| 2015 |      | Ханс-Георг Ашенбах         | род. 1951  | прыжки с трамплина                            | Олимпийский чемпион, 4-кратный чемпион мира. |
| 2015 |      | Борис Беккер               | род. 1967  | теннис                                        | Олимпийский чемпион, победитель 6 турниров «Большого шлема». |
| 2015 |      | Аня Фихтель                | род. 1968  | фехтование                                    | 2-кратная чемпионка и 2-кратный призёр летних Олимпийских игр, 5-кратная чемпионка мира.                                                                                   |
| 2015 |      | Михаэль Гросс              | род. 1964  | плавание                                      | 3-кратный чемпион и 3-кратный призёр летних Олимпийских игр, 5-кратный чемпион мира, 13-кратный чемпион Европы.                                                            |
| 2015 |      | Йоахим Лёв                 | род. 1960  | футбол                                        | Привёл сборную Германии к победе и двум бронзовым медалям чемпионата мира, серебру чемпионата Европы.                                                                      |
| 2015 |      | Михаэль Штих               | род. 1968  | теннис                                        | Олимпийский чемпион, 2-кратный победитель турниров «Большого шлема». |
| 2016 |      | Хартвиг Гаудер             | 1954—2020  | лёгкая атлетика                               | Чемпион и бронзовый призёр летних Олимпийских игр, чемпион мира, 2-кратный чемпион Европы.                                                                                 |
| 2016 |      | Эберхард Гингер            | род. 1951  | спортивная гимнастика                         | Бронзовый призёр летних Олимпийских игр, чемпион мира, 3-кратный чемпион Европы.                                                                                           |
| 2016 |      | Корнелия Ханиш             | род. 1952  | фехтование                                    | Чемпионка и серебряный призёр летних Олимпийских игр, 4-кратная чемпионка мира, чемпионка Европы.                                                                          |
| 2016 |      | Петер-Михаэль Кольбе       | род. 1953  | академическая гребля                          | 3-кратный серебряный призёр летних Олимпийских игр, 5-кратный чемпион мира, чемпион Европы.                                                                                |
| 2016 |      | Эрих Кюнхакль              | род. 1950  | хоккей с шайбой                               | Бронзовый призёр зимних Олимпийских игр. |
| 2016 |      | Бернхард Лангер            | род. 1957  | гольф                                         | 2-кратный победитель US Masters, 42 победы в европейском туре PGA. |
| 2016 |      | Майнхард Немер             | род. 1941  | бобслей                                       | 3-кратный чемпион и бронзовый призёр зимних Олимпийских игр, 4-кратный чемпион мира. Его воспитанники завоевали 62 медали на Олимпийских играх, чемпионатах мира и Европы. |
| 2016 |      | Гюнтер Нетцер              | род. 1944  | футбол                                        | Чемпион мира, чемпион Европы. |
| 2016 |      | Александр Пуш              | род. 1955  | фехтование                                    | 2-кратный чемпион и 2-кратный серебряный призёр летних Олимпийских игр, 4-кратный чемпион мира.                                                                            |
| 2016 |      | Кристина Рихтер            | род. 1946  | гандбол                                       | Серебряный и бронзовый призёр летних Олимпийских игр, 3-кратная чемпионка мира.                                                                                            |
| 2016 |      | Вальтер Рёрль              | род. 1947  | автоспорт                                     | 2-кратный чемпион мира по авторалли, чемпион Европы. |
| 2016 |      | Харальд Шмид               | род. 1957  | лёгкая атлетика                               | 2-кратный бронзовый призёр летних Олимпийских игр, 5-кратный чемпион Европы.                                                                                               |
| 2016 |      | Арнд Шмитт                 | род. 1965  | фехтование                                    | 2-кратный чемпион и серебряный призёр летних Олимпийских игр, 4-кратный чемпион мира, чемпион Европы.                                                                      |
| 2016 |      | Альвин Шокемёле            | род. 1937  | конный спорт                                  | 2-кратный чемпион и 2-кратный призёр летних Олимпийских игр, 2-кратный чемпион Европы.                                                                                     |
| 2016 |      | Франк Венеке               | род. 1962  | дзюдо                                         | Чемпион и серебряный призёр летних Олимпийских игр, чемпион Европы. |
| 2016 |      | Эрхард Вундерлих           | 1956—2012  | гандбол                                       | Серебряный призёр летних Олимпийских игр, чемпион мира. Признан в Германии гандболистом века.                                                                              |
| 2017 |      | Хайке Дрекслер             | род. 1964  | лёгкая атлетика                               | 2-кратная чемпионка и 3-кратный призёр летних Олимпийских игр, 7-кратная чемпионка мира, 9-кратная чемпионка Европы.                                                       |
| 2017 |      | Свен Ханнавальд            | род. 1974  | прыжки с трамплина                            | Чемпион и 2-кратный серебряный призёр зимних Олимпийских игр, 4-кратный чемпион мира.                                                                                      |
| 2017 |      | Франц Келлер               | род. 1945  | прыжки с трамплина лыжное двоеборье           | Олимпийский чемпион. |
| 2017 |      | Лотар Маттеус              | род. 1961  | футбол                                        | Чемпион мира, чемпион Европы. |
| 2017 |      | Магдалена Нойнер           | род. 1987  | биатлон                                       | 2-кратная чемпионка и серебряный призёр зимних Олимпийских игр, 12-кратная чемпионка мира.                                                                                 |
| 2017 |      | Кристиан Нойройтер         | род. 1949  | горнолыжный спорт                             | Трижды участвовал в зимних Олимпийских играх. |
| 2017 |      | Михаэль Шумахер            | род. 1969  | автоспорт                                     | 7-кратный чемпион мира в «Формуле-1». |
| 2018 |      | Андреас Диттмер            | род. 1972  | гребля на байдарках и каноэ                   | 3-кратный чемпион и 2-кратный призёр летних Олимпийских игр, 8-кратный чемпион мира, 5-кратный чемпион Европы.                                                             |
| 2018 |      | Герд Шёнфельдер            | род. 1970  | горнолыжный спорт                             | 16-кратный чемпион и 6-кратный призёр зимних Паралимпийских игр, 14-кратный чемпион мира.                                                                                  |
| 2018 |      | Катя Зайцингер             | род. 1972  | горнолыжный спорт                             | 3-кратная чемпионка и бронзовый призёр зимних Олимпийских игр, чемпионка мира.                                                                                             |
| 2018 |      | Клаус Штайнбах             | род. 1953  | плавание                                      | Серебряный и бронзовый призёр летних Олимпийских игр, чемпион мира, 5-кратный чемпион Европы.                                                                              |
| 2019 |      | Мартин Браксенталер        | род. 1972  | горнолыжный спорт                             | 10-кратный чемпион зимних Паралимпийских игр, 6-кратный чемпион мира. |
| 2019 |      | Гунда Ниман-Штирнеман      | род. 1966  | конькобежный спорт                            | 3-кратная чемпионка, 5-кратный призёр зимних Олимпийских игр, 8-кратная чемпионка мира в многоборье.                                                                       |
| 2019 |      | Вальтер Трёгер             | род. 1929  | —                                             | Член и почётный спортивный директор МОК, управляющий директор, генсек и президент Национального олимпийского комитета ФРГ.                                                 |
| 2019 |      | Франциска ван Альмсик      | род. 1978  | плавание                                      | 4-кратная чемпионка и 6-кратный призёр летних Олимпийских игр, 2-кратная чемпионка мира, 18-кратная чемпионка Европы.                                                      |

## Критика
В 2008 году организаторов Зала славы раскритиковали за то, что в него включили пятерых членов НСДАП: Вилли Дауме, Густава Килиана, Зеппа Хербергера, Йозефа Неккермана и Рудольфа Харбига. В частности, за это решение Зал славы назвали «Залом позора». Организаторы не сочли эту критику обоснованной, отметив, что «эти люди продолжали жить и после окончания нацистской эпохи и в некоторых случаях продолжали получать награды за вклад в развитие общества». Кроме того, они полагают необъективным исключать из списка «тех спортсменов, которые были связаны с нацистским режимом».
Тогда же организаторов критиковали за малое число женщин в Зале славы: их в 2008 году было только 5 из 43.